# Sparrenbastkever
De sparrenbastkever (Dendroctonus micans) is een keversoort uit de familie snuitkevers (Curculionidae). De wetenschappelijke naam van de soort werd in 1794 gepubliceerd door Johann Gottlieb Kugelann.